# XBLAZE LOST:MEMORIES
『XBLAZE LOST:MEMORIES』（エクスブレイズ ロストメモリーズ）は、アークシステムワークスより2015年4月9日に発売されたPlayStation 3、PlayStation Vita用ソフト。翌年以降は欧米向けにも移植された後、2016年8月11日にはSteamでWindows版が配信開始（インターフェイスは英語版だが日本語音声・字幕対応）。

## 概要
本作は『XBLAZE CODE:EMBRYO』（正史はEsルート）の続編にあたり、『XBLAZE』シリーズの完結編となる。
本編の舞台は魔導都市イシャナに変更され、主人公も「BLAZBLUE」に登場するとある姉妹に酷似した少女たち（名前は伏せられている）に変更された。前作の人物は主に観測された記憶の登場人物として登場。
アニメを見ているような雰囲気は健在だが、分岐システムがEs篇後半限定で、代わりにダンジョン探索とリドルなどのミニゲームが実装された。キーアイテム「記憶の原石」を集めると前作の人物のサブストーリーが見られる。
本編のほかにも、ひなた・久音・ 冥のギャグシナリオが無料でダウンロード配信されている他、ゼクスのエピソードも有料で配信されている。

## 登場人物

### 主要人物
わたし
声 - 藤村歩
本作の主人公。若い天才魔術師。幼少時の経歴により、自分と母を実験台にした父を憎む、最愛の妹と一緒にイシャナで暮す。
行方不明になってしまった妹を探す途中、謎の『蒼』い光に包まれファントムフィールドに迷い込む。そこで不思議な少女ノーバディと出会う。
妹と共に現実世界に帰還した後、ノーバディの正体にたどり着き、最初の友人であるノーバディを助けるためにある行動を起す。
過去の出来事などは「BLAZBLUE」シリーズに登場したある重要人物と同じだが、その人物とその妹の本名と称号も『わたし』の仮称として使用できない。
いもうと
声 - 野水伊織
『わたし』の妹。大好きな姉の役に立ちたくて勝手に行動してしまい、姉に迷惑をかけてしまう事が多い。また、方向音痴でもある。
ノーバディ
声 - 東山奈央
時間の概念がはっきりしない世界ファントムフィールドに住まう少女。謎かけが好き。
言動は天真爛漫だが、独りで妹を守ろうとした『わたし』を心配している。何故かいつも目を閉じている。
キリ
声 - 鈴村健一
エンブリオ事件後、燈八達がいた時代の新横崎市で姿を現した、黒パーカーを着用する謎の青年。気が弱くで温和な性格だが、とても正義感が強い。
実はある人物のエンブリオ事件後の姿である。
篝 燈八（かがり とうや）
声 - 菊池幸利
前作の主人公。新横崎市の少年で、白凰北学園に通っている高校生。エンブリオ事件後で魔道書とムラクモを使いこなし、冥と共にD発症者捜索の日々を過ごしているが、Esが消えた世界では仲間もろとも黒パーカーの青年に殺された。
記憶の原石・黒の対応人物。
Es（エス）
声 - 野村真悠華
御剣機関の対能力者兵士（スレイプニール）。『LM』本編の前半部で集めた記憶の欠片はメインストーリーとして扱いされ、内容は彼女視点の前作Esルート。
本來その存在はエンブリオ事件後の新横崎市で消えたが、ある人物の助力によって、名前以外の記憶が無くなった状態で転生された。

### その他の人物
姫鶴 ひなた（ひめづる ひなた）
声 - 持月玲依
燈八が居候している姫鶴家の次女で、燈八と同じ学校のクラスメイト。
記憶の原石・翠の対応人物。
久音＝グラムレッド＝シュトルハイム（くおん＝グラムレッド＝シュトルハイム）
声 - 近藤唯
魔導都市イシャナの魔術学校に通う学生で、名家・シュトルハイム家の令嬢。エンブリオ事件後、表向け休暇の為エルスと共に新横崎市に戻ったが、真の理由は謎のD発症者「フリークス」を探す為であった。
記憶の原石・紅の対応人物。
天ノ矛坂 冥（あまのほこさか めい）
声 - 水瀬いのり
御剣機関に協力する天ノ矛坂家の一人娘で次期当主である天ノ矛坂の巫女。燈八の一学年下の後輩。
記憶の原石・紫の対応人物。
鵜丸 総一朗（うのまる そういちろう）
声 - 櫻井孝宏
御剣機関新横崎支部第七研究所の所長。
瓶割 晃（かめわり あきら）
声 - 細谷佳正
燈八の親友で、クラスは違うが同じ学校に通っている。
姫鶴 由貴（ひめづる ゆき）
声 - 磯村知美
姫鶴家の長女。
アベンジ
声 - 丹沢晃之
黒いフードをかぶった、魔導教会専任かつD発症者専門の咎追い。
エルス＝フォン＝クラーゲン
声 - 山本希望
イシャナにおける久音のルームメイト。今作では戦闘も参加する。
赤城 林檎（あかぎ りんご）
声 - 松浦チエ
燈八のバイト先の先輩。『LM』本編で燈八と再会できるシナリオも分岐ルートである。
リッパー
声 - 鈴村健一
御剣機関からSS級の最重要捕縛対象として追われているD発症者。前作で倒された後、死体は魔導教会に搬送されたとのこと。
ブレインキャット
声 - 矢作紗友里
リッパーが所持していた猫の人形。本作になってから初めて人語を喋るようになったが、『LM』本編前半部の出番はダンジョン限定なので、彼を見つけるとTIPSの項目を追加される。

### 十聖
ゼクス
声 - 杉田智和
十聖のゼクス（6）の称号を持つ魔術師。重力を自在に操る魔術を得意とする。久音の兄。
ドライ
声 - 利根健太朗
十聖のドライ（3）の称号を持つ魔術師。肉体強化の魔術を得意とする。
アハト
声 - 吉田聖子
十聖のアハト（8）の称号を持つ魔術師。氷の魔術を得意とする。
ツヴァイ
声 - 松浦チエ
十聖のツヴァイ（2）の集合を持つ魔術師。